# 三酸化テルル
三酸化テルル（さんさんか—、tellurium trioxide）は、テルルの酸化物の一種で、組成式 TeO3 で表される無機化合物である。

## 合成
三酸化テルルは通常、テルル酸 (telluric acid, Te(OH)6) を 300 ℃近辺に加熱し、脱水することで得られる。濃硫酸中で加熱を行うこともある。原料となるテルル酸は市販品が入手可能であるが、二酸化テルルに塩素酸、過マンガン酸カリウム、あるいは酸化クロム(III) などの酸化剤の水溶液を作用させても得られる。

## 物性
三酸化テルルは常温、常圧で固体であるが、調製法の違いによりさまざまな多形 (polymorphism) をとる。比較的以前より知られているのは、α体（黄色）、β体（あるいはB体、灰色、斜方晶）である。ほかにもγ体（あるいはA体）や、六方晶、アモルファス状の形態の存在も報告されている。
水には基本的に不溶であるが、大量の沸騰水中では、6日間で部分的に溶けたとの報告がある。アルカリ水溶液には急速に溶けてテルル酸塩となる。三酸化テルルの固体を加熱すると熱分解を起こす。β体に関する昇温実験の報告によれば、475 ℃から 615 ℃までの間に
{\displaystyle {\ce {2TeO3->Te2O5\ +{\tfrac {1}{2}}O2}}}
{\displaystyle {\ce {Te2O5->2TeO2\ +{\tfrac {1}{2}}O2}}}
{\displaystyle {\ce {TeO3->TeO2\ +{\tfrac {1}{2}}O2}}}
と表される3通りの反応が起こり、二酸化テルルと酸素に変わる。

## 反応性
三酸化テルルには酸化剤としての性質が知られる。濃塩酸中で加熱すると塩素ガスが生じる。また、硫黄、リン、炭素などの単体やさまざまな金属を、それらの酸化物に変える。ヒドラジンなどとの還元剤を反応させると、単体テルルまで還元される。